# Эпштейн, Яков Нахманович
Яков Нахманович Эпштейн (1921―2003) — израильский скульптор, педагог, художник-монументалист. Один из основателей современного израильского монументального искусства. Почётный гражданин Бат-Яма.

## Биография
Яков Эпштейн родился в польском городе Кремнице в семье скульптора и резчика по дереву Нахмана Яковича Эпштейна. В возрасте 14 лет Яков Эпштейн приехал в Львов, где поступил в Львовскую национальную академию искусств, которую окончил в 1941 году. Во время Второй мировой войны служил телефонистом в Советской Армии (1941—1946). После окончания войны жил во Львове (1946―1957), где преподавал в академии. С 1953 года работал над реконструкцией объектов искусства и архитектуры на Украине и России, включая дома эпохи возрождения и барочный дворец Академии наук во Львове, настенные рельефы в Майкопском кадетском училище и памятник под Сталинградом. Среди созданных им в этот период портретов ― портрет украинского поэта Тараса Шевченко, экземпляр которого находится в музее в Украине, а два других в Канаде и США.
Яков Эпштейн ― скульптор, который изумительно формирует материалы природы ― дерево, камень и тяжелый металл, в формы, которые обязывают нас всех помнить то, что мы никогда не должны забывать: бездну обители духа, из которой пришла великая и ужасная война. Но в равной степени ― изящество красоты неотъемлемой формы, уникальность перспективы, присущей одному художнику, и жизнь, которая дышит от каждой созданной им фигуры.Директор Академии искусств и дизайна «Бецалель», доктор Ран Сапожник
Среди выставок, в которых принимал участие Эпштейн, была большая выставка украинского искусства «От XI века до наших дней», проходившая в Киеве.
Жил в Польше (1957―1959), являясь членом Союза польских художников. Эпштейн выиграл стипендию от Министерство культуры Республики Польша. Портрет писателя Шолом-Алейхема, который он создал, находится в посольстве Израиля в Варшаве, а его копия находится в Центре «Еврейской культуры» во Вроцлаве.
В 1959 году Эпштейн с женой и двумя дочерьми репатриировался в Израиль, где и поселился в городе Бат-Ям. Эпштейн ― один из основателей Института искусств Бат-Яма (1960), где руководил кафедрой скульптуры. Среди его учеников скульптор и художник Сара Кац, скульпторы Захара Рубин, Талия Токатли и Яэль Шалев. Эпштейн также преподавал скульптуру в Школе искусств «Тельма Йеллин», Академии искусств «Бецалель» и Институте искусств и дизайна Авни в Тель-Авиве.
Член Ассоциации художников и скульпторов Израиля (с 1960). Его работы находятся в Музее искусств "Мишкан", в Тель-Авивском университете, в университете имени Бен-Гуриона, в Аудиториуме Бат-Яма, в Муниципальном музее Холона, в Бейт-Яциве, в больницах Шарон и Вольфсон.
Работы Эпштейна представлены в постоянной экспозиции Музея современного искусства имени Давида Бен-Ари в Бат-Яме. Яков создал монументальные памятники и скульптуры, которые установлены по всей стране, включая памятник жителям побережья Кармель, павшим в израильских войнах около Атлита, статую Януша Корчака и его учеников на площади библиотеки в Бат-Яме, бюст журналиста Илана Роэ в саду Бейт-Соколов в Тель-Авиве.
Яков Эпштейн умер в 2003 году. У Якова Эпштейна две дочери: Рахиль и Бэлла.
В июне 2025 года институту искусств Бат-Яма было присвоено имя Якова Эпштейна.

## Известные работы

### Мемориал Янушу Корчаку и его ученикам
Скульптурная группа фигур детей и Януша Корчака, выполненная в реалистическом стиле, выдержанная в едином конструктивистском ключе. Мемориал установлен во дворе библиотеки «Тарбутек» в Бат-Яме. За мемориал скульптор получил премию «Яд ва-Шем».

### Мемориал воинам, павшим на равнине Хоф-Хакармель
Проект был начат после войны 1967 года. Скульптор выиграл конкурс в апреле 1968 года и открыт в 1972 года. Мемориал представляет собой 12 бетонных колонн высотой около 7 м, символизирующих павших, установленных в круг. На территории мемориала размещены имена 98 погибших, вдоль монумента — три бетонных стены с цитатами из Исайи и Второй книги царств (на иврите). Монумент окружает «лес павших», высаженный в 1998 году.

### Скульптурный портрет Илана Роэ
Портретный бюст Илана Роэ ― репортёра газеты «Коль Исраэль», убитого во время репортажной миссии в Южном Ливане 28 февраля 1999 года. Место установки ― сад при здании «Бейт Соколов» в Тель-Авиве.

### Рельеф у центра «Ор Шалом» в Бат-Яме
Скульптурный фасадный рельеф из природного камня, изображающий стилизацию лиц, с текстурой «в сыром исполнении». Выполнен в 1960-е годы как элемент оформления Института искусств Бат-Яма, в котором работал Эпштейн.

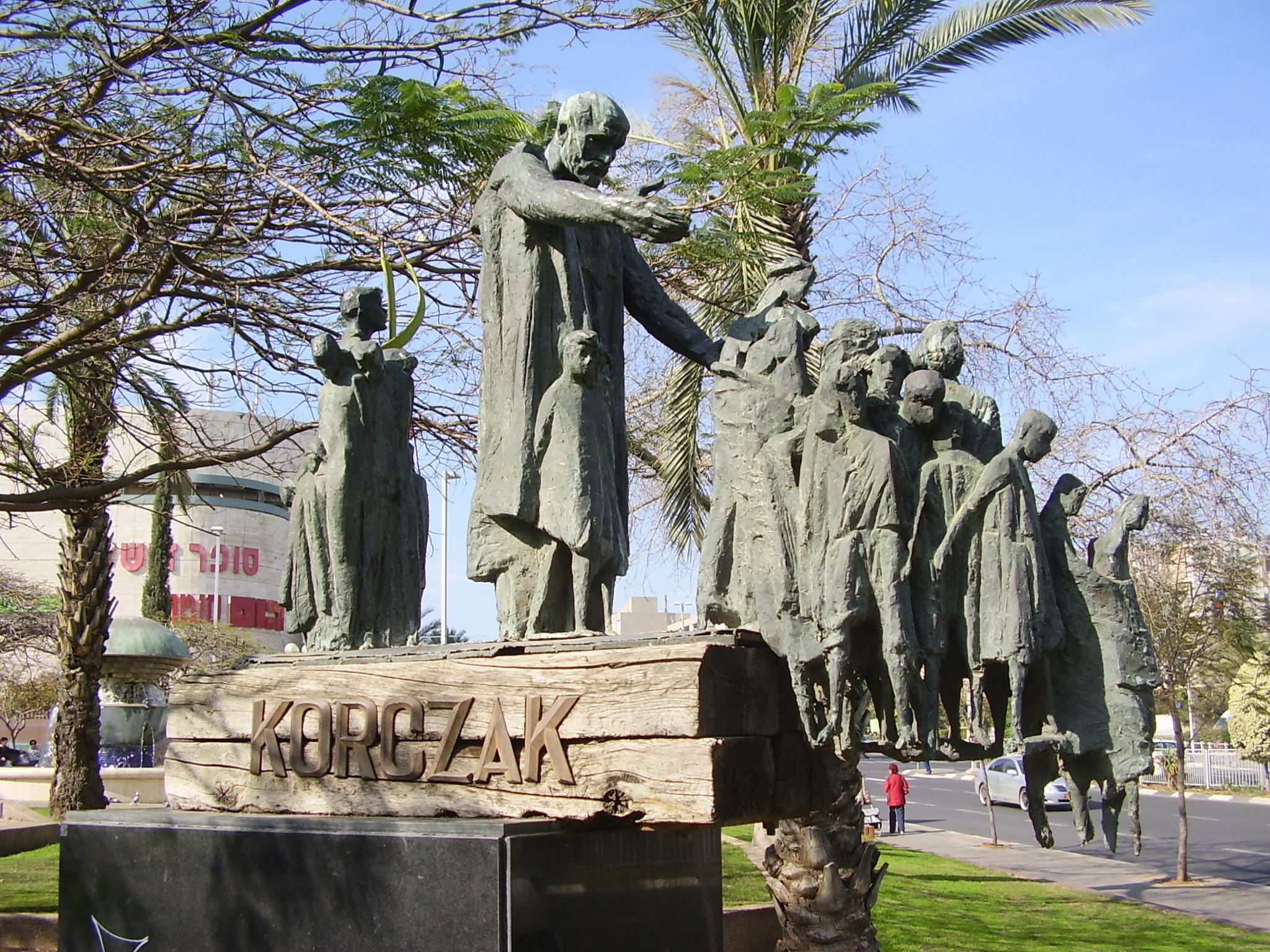
Мемориал Янушу Корчаку и его ученикам (Бат-Ям)
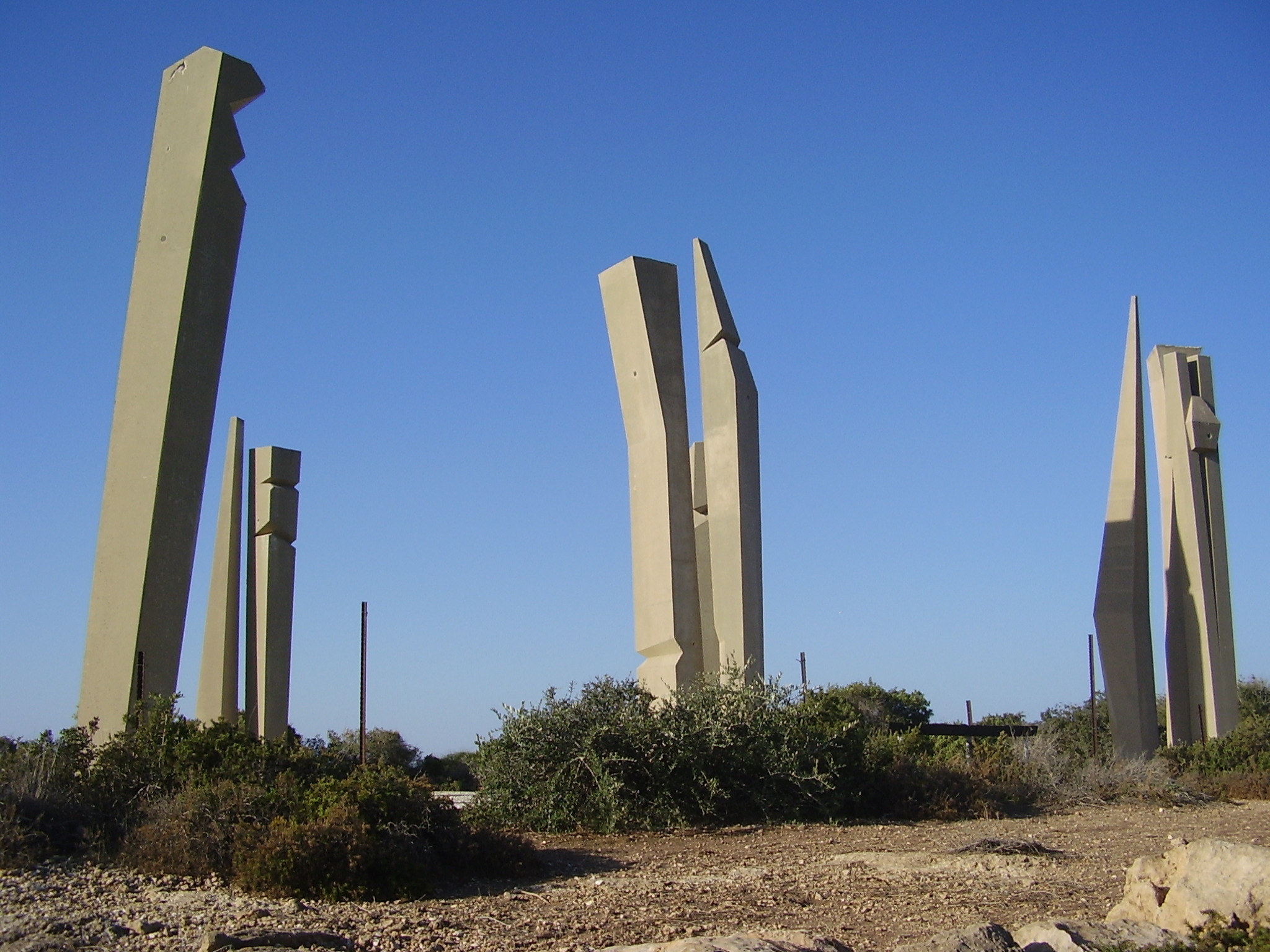
Мемориал воинам, павшим на равнине Хоф-Хакармель в боях за Израиль (Атлит)
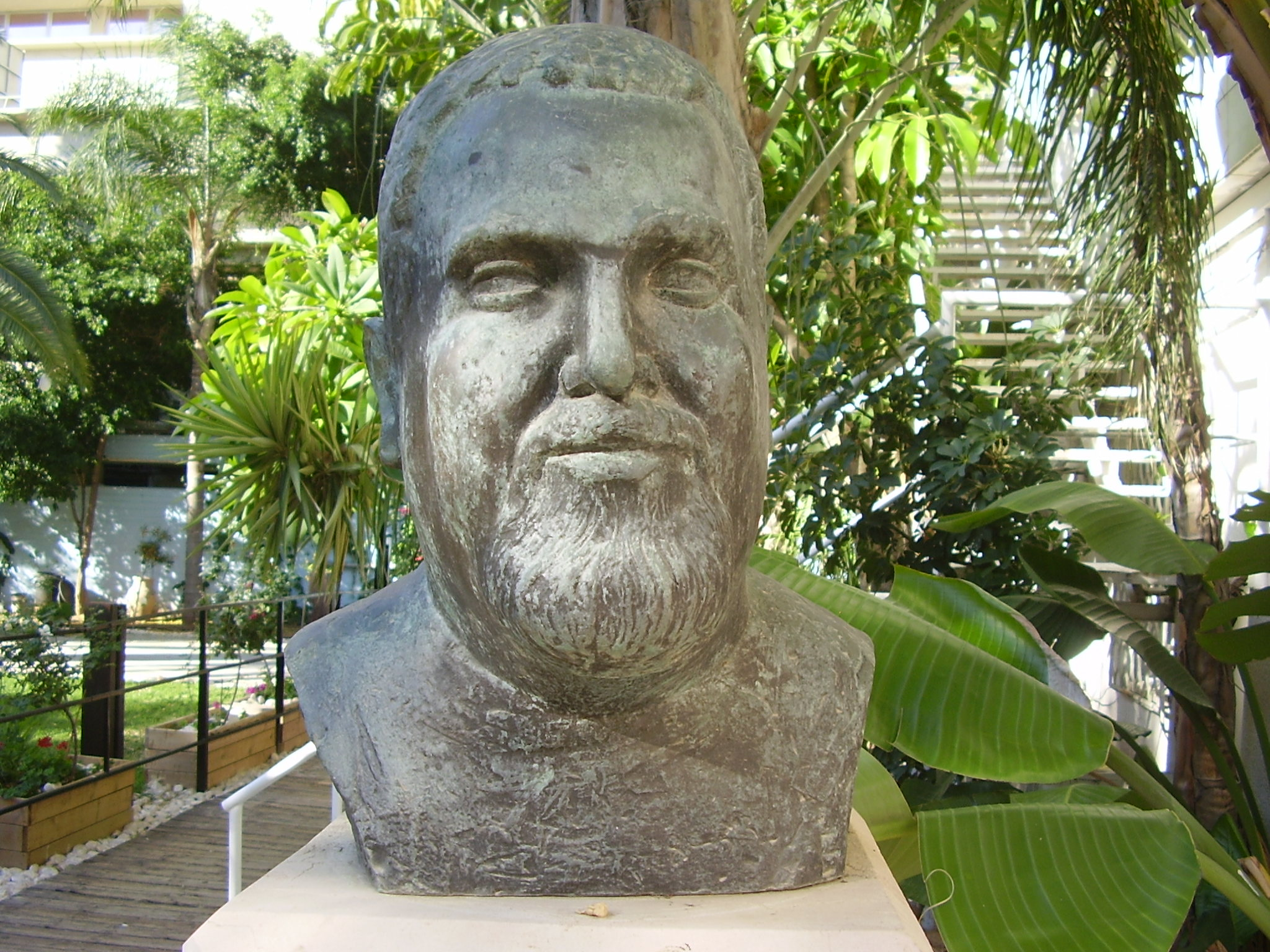
Скульптура репортера Илана Роэ[ивр.], погибшего в Ливане (Тель-Авив)

## Выставки
- 1979 — «Художники выбирают художников», Тель-Авивский музей изобразительных искусств
- 1980 — «27 скульпторов», Яд ЛаБаним, Тель-Авив
- 1984 — «80 лет скульптуры в Израиле», Музей Израиля, Иерусалим
- 1984 — «25-летие Бат-Ямского института искусств», Муниципальный музей
- 1986 — Галерея Шлуш, Тель-Авив. Персональная выставка
- 1987 — Дом Мейрова, Мишкан для искусства, Холон. Персональная выставка
- 1989 — Портрет, Искусство для народа
- 1990 — Мишкан для искусства, Холон. Персональная выставка
- 1991 — Воссоединение, Искусство для народа
- 1992 — Муниципальный музей Бен Ари, Бат-Ям. Персональная выставка
- 1994 — Муниципальный музей Корин Маман, Ашдод. Персональная выставка
- 1997 — Бат-Ямская городская библиотека. Персональная выставка
- 2003 — Резиденция художников, Герцлия. Персональная выставка
- 2009 — «Комната ремесел» — в Музее современного искусства в Бат-Яме

## Награды

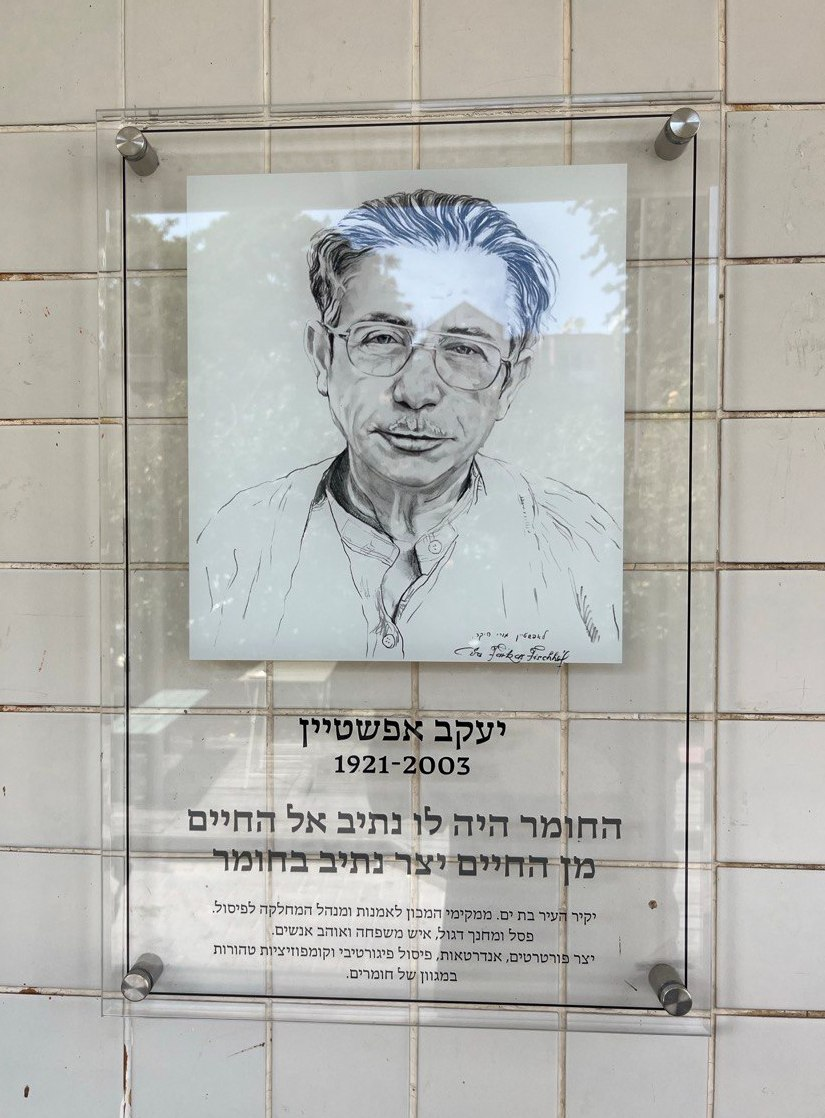
Памятная доска Якову Эпштейну у входа в Институт искусств Бат-Яма

- Вторая премия за Памятник мученикам города Львова
- Первая премия за Памятник павшим в Эйн-Кармеле
- Премия в конкурсе на памятник Янушу Корчаку — «Яд ва-Шем»
- Первая премия Международного конкурса памяти борцов с нацистами «Яд ва-Шем»
- Первая премия «Городская скульптура», Ашдод
- Трехкратный лауреат премии Bat Yam Art Prize
- Премия за достижения всей жизни, Ассоциация художников и скульпторов Израиля
- Звание Почётный гражданин города Бат-Ям в 2000 году

## Память
В июне 2025 года имя Якова Эпштейна присвоено Институту искусств Бат-Яма.